# Порядок наследования саксонского престола

## Альбертинские Веттины
|  |  |                                                |                                                |                                                |                                                |                                                |                                                |  |  |                                                             |                                                             |                                                             |                                                             |                                                             |                                                             |  |  |                                                     |                                                     |                                                     |                                                     |                                                     |                                                     |  |  |                                                                 |                                                                 |                                                                 |                                                                 | Фридрих Август III, король Саксонии (1865—1932)                 |                                                                 |  |  |                                                           |                                                           |                                                           |                                                           |                                                           |                                                           |  |  |  |  |  |  |  |  |  |  |  |  |  |  |  |  |  |  |  |  |  |  |  |  |  |  |  |  |
|  |  |                                                |                                                |                                                |                                                |                                                |                                                |  |  |                                                             |                                                             |                                                             |                                                             |                                                             |                                                             |  |  |                                                     |                                                     |                                                     |                                                     |                                                     |                                                     |  |  |                                                                 |                                                                 |                                                                 |                                                                 |                                                                 |                                                                 |  |  |                                                           |                                                           |                                                           |                                                           |                                                           |                                                           |  |  |  |  |  |  |  |  |  |  |  |  |  |  |  |  |  |  |  |  |  |  |  |  |  |  |  |  |
|  |  |                                                |                                                |                                                |                                                |                                                |                                                |  |  |                                                             |                                                             |                                                             |                                                             |                                                             |                                                             |  |  |                                                     |                                                     |                                                     |                                                     |                                                     |                                                     |  |  |                                                                 |                                                                 |                                                                 |                                                                 |                                                                 |                                                                 |  |  |                                                           |                                                           |                                                           |                                                           |                                                           |                                                           |  |  |  |  |  |  |  |  |  |  |  |  |  |  |  |  |  |  |  |  |  |  |  |  |  |  |  |  |
|  |  |                                                |                                                |                                                |                                                |                                                |                                                |  |  |                                                             |                                                             |                                                             |                                                             |                                                             |                                                             |  |  |                                                     |                                                     |                                                     |                                                     |                                                     |                                                     |  |  | Фридрих Кристиан маркграф Мейсенский (1893—1968)                | Фридрих Кристиан маркграф Мейсенский (1893—1968)                | Фридрих Кристиан маркграф Мейсенский (1893—1968)                | Фридрих Кристиан маркграф Мейсенский (1893—1968)                | Фридрих Кристиан маркграф Мейсенский (1893—1968)                | Фридрих Кристиан маркграф Мейсенский (1893—1968)                |  |  | принц Эрнст Генрих Саксонский (1896—1971)                 | принц Эрнст Генрих Саксонский (1896—1971)                 | принц Эрнст Генрих Саксонский (1896—1971)                 | принц Эрнст Генрих Саксонский (1896—1971)                 | принц Эрнст Генрих Саксонский (1896—1971)                 | принц Эрнст Генрих Саксонский (1896—1971)                 |  |  |  |  |  |  |  |  |  |  |  |  |  |  |  |  |  |  |  |  |  |  |  |  |  |  |  |  |
|  |  |                                                |                                                |                                                |                                                |                                                |                                                |  |  |                                                             |                                                             |                                                             |                                                             |                                                             |                                                             |  |  |                                                     |                                                     |                                                     |                                                     |                                                     |                                                     |  |  | Фридрих Кристиан маркграф Мейсенский (1893—1968)                | Фридрих Кристиан маркграф Мейсенский (1893—1968)                | Фридрих Кристиан маркграф Мейсенский (1893—1968)                | Фридрих Кристиан маркграф Мейсенский (1893—1968)                | Фридрих Кристиан маркграф Мейсенский (1893—1968)                | Фридрих Кристиан маркграф Мейсенский (1893—1968)                |  |  | принц Эрнст Генрих Саксонский (1896—1971)                 | принц Эрнст Генрих Саксонский (1896—1971)                 | принц Эрнст Генрих Саксонский (1896—1971)                 | принц Эрнст Генрих Саксонский (1896—1971)                 | принц Эрнст Генрих Саксонский (1896—1971)                 | принц Эрнст Генрих Саксонский (1896—1971)                 |  |  |  |  |  |  |  |  |  |  |  |  |  |  |  |  |  |  |  |  |  |  |  |  |  |  |  |  |
|  |  |                                                |                                                |                                                |                                                |                                                |                                                |  |  |                                                             |                                                             |                                                             |                                                             |                                                             |                                                             |  |  |                                                     |                                                     |                                                     |                                                     |                                                     |                                                     |  |  |                                                                 |                                                                 |                                                                 |                                                                 |                                                                 |                                                                 |  |  |                                                           |                                                           |                                                           |                                                           |                                                           |                                                           |  |  |  |  |  |  |  |  |  |  |  |  |  |  |  |  |  |  |  |  |  |  |  |  |  |  |  |  |
|  |  | Мария Эммануил маркграф Мейсенский (1926—2012) | Мария Эммануил маркграф Мейсенский (1926—2012) | Мария Эммануил маркграф Мейсенский (1926—2012) | Мария Эммануил маркграф Мейсенский (1926—2012) | Мария Эммануил маркграф Мейсенский (1926—2012) | Мария Эммануил маркграф Мейсенский (1926—2012) |  |  | принцесса Анна Саксонская (1929—2012)                       | принцесса Анна Саксонская (1929—2012)                       | принцесса Анна Саксонская (1929—2012)                       | принцесса Анна Саксонская (1929—2012)                       | принцесса Анна Саксонская (1929—2012)                       | принцесса Анна Саксонская (1929—2012)                       |  |  | Альберт Саксонский, маркграф Мейсенский (1934—2012) | Альберт Саксонский, маркграф Мейсенский (1934—2012) | Альберт Саксонский, маркграф Мейсенский (1934—2012) | Альберт Саксонский, маркграф Мейсенский (1934—2012) | Альберт Саксонский, маркграф Мейсенский (1934—2012) | Альберт Саксонский, маркграф Мейсенский (1934—2012) |  |  | принцесса Матильда Саксонская (1936—2018)                       | принцесса Матильда Саксонская (1936—2018)                       | принцесса Матильда Саксонская (1936—2018)                       | принцесса Матильда Саксонская (1936—2018)                       | принцесса Матильда Саксонская (1936—2018)                       | принцесса Матильда Саксонская (1936—2018)                       |  |  | принц Тимо Саксонский (1923—1982)                         | принц Тимо Саксонский (1923—1982)                         | принц Тимо Саксонский (1923—1982)                         | принц Тимо Саксонский (1923—1982)                         | принц Тимо Саксонский (1923—1982)                         | принц Тимо Саксонский (1923—1982)                         |  |  |  |  |  |  |  |  |  |  |  |  |  |  |  |  |  |  |  |  |  |  |  |  |  |  |  |  |
|  |  | Мария Эммануил маркграф Мейсенский (1926—2012) | Мария Эммануил маркграф Мейсенский (1926—2012) | Мария Эммануил маркграф Мейсенский (1926—2012) | Мария Эммануил маркграф Мейсенский (1926—2012) | Мария Эммануил маркграф Мейсенский (1926—2012) | Мария Эммануил маркграф Мейсенский (1926—2012) |  |  | принцесса Анна Саксонская (1929—2012)                       | принцесса Анна Саксонская (1929—2012)                       | принцесса Анна Саксонская (1929—2012)                       | принцесса Анна Саксонская (1929—2012)                       | принцесса Анна Саксонская (1929—2012)                       | принцесса Анна Саксонская (1929—2012)                       |  |  | Альберт Саксонский, маркграф Мейсенский (1934—2012) | Альберт Саксонский, маркграф Мейсенский (1934—2012) | Альберт Саксонский, маркграф Мейсенский (1934—2012) | Альберт Саксонский, маркграф Мейсенский (1934—2012) | Альберт Саксонский, маркграф Мейсенский (1934—2012) | Альберт Саксонский, маркграф Мейсенский (1934—2012) |  |  | принцесса Матильда Саксонская (1936—2018)                       | принцесса Матильда Саксонская (1936—2018)                       | принцесса Матильда Саксонская (1936—2018)                       | принцесса Матильда Саксонская (1936—2018)                       | принцесса Матильда Саксонская (1936—2018)                       | принцесса Матильда Саксонская (1936—2018)                       |  |  | принц Тимо Саксонский (1923—1982)                         | принц Тимо Саксонский (1923—1982)                         | принц Тимо Саксонский (1923—1982)                         | принц Тимо Саксонский (1923—1982)                         | принц Тимо Саксонский (1923—1982)                         | принц Тимо Саксонский (1923—1982)                         |  |  |  |  |  |  |  |  |  |  |  |  |  |  |  |  |  |  |  |  |  |  |  |  |  |  |  |  |
|  |  |                                                |                                                |                                                |                                                |                                                |                                                |  |  | принц Александр Саксен-Гессафе (род. 1954) Второй наследник | принц Александр Саксен-Гессафе (род. 1954) Второй наследник | принц Александр Саксен-Гессафе (род. 1954) Второй наследник | принц Александр Саксен-Гессафе (род. 1954) Второй наследник | принц Александр Саксен-Гессафе (род. 1954) Второй наследник | принц Александр Саксен-Гессафе (род. 1954) Второй наследник |  |  |                                                     |                                                     |                                                     |                                                     |                                                     |                                                     |  |  | принц Иоганн Саксен-Кобург-Готский (1969—1987) Первый наследник | принц Иоганн Саксен-Кобург-Готский (1969—1987) Первый наследник | принц Иоганн Саксен-Кобург-Готский (1969—1987) Первый наследник | принц Иоганн Саксен-Кобург-Готский (1969—1987) Первый наследник | принц Иоганн Саксен-Кобург-Готский (1969—1987) Первый наследник | принц Иоганн Саксен-Кобург-Готский (1969—1987) Первый наследник |  |  | принц Рюдигер Саксонский, маркграф Мейсенский (1953—2022) | принц Рюдигер Саксонский, маркграф Мейсенский (1953—2022) | принц Рюдигер Саксонский, маркграф Мейсенский (1953—2022) | принц Рюдигер Саксонский, маркграф Мейсенский (1953—2022) | принц Рюдигер Саксонский, маркграф Мейсенский (1953—2022) | принц Рюдигер Саксонский, маркграф Мейсенский (1953—2022) |  |  |  |  |  |  |  |  |  |  |  |  |  |  |  |  |  |  |  |  |  |  |  |  |  |  |  |  |

### Королевский дом Саксонии

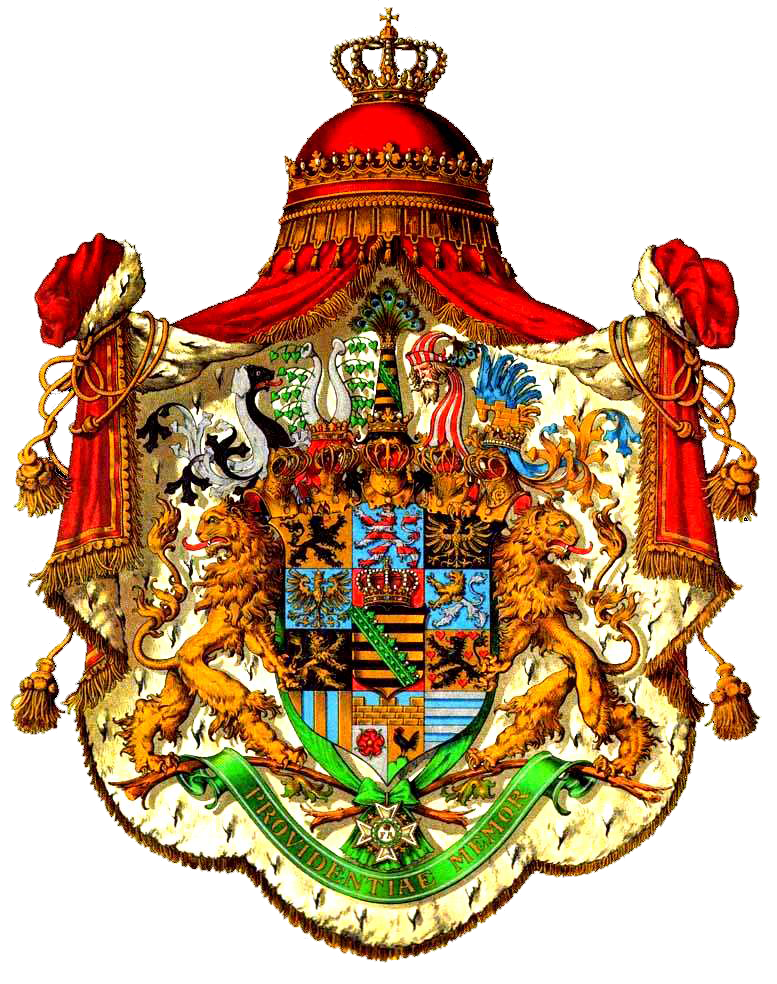
Герб Королевства Саксония

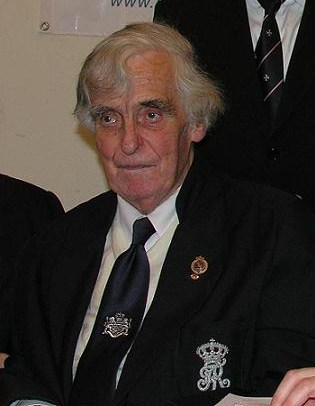
Принц Альберт Саксонский (1934—2012), глава Саксонского королевского дома и титульный король Саксонии в 2012 году

В ноябре 1918 года Королевство Саксония было ликвидировано во время Ноябрьской революции в Германии. Последний саксонский король Фридрих Август III (1865—1932), правивший в 1904—1918 годах, отрекся от престола. Согласно закону о престолонаследии, королевский престол Саксонии должен был передаваться по системе полусалического первородства. Наследник престола должен был родиться в законном браке, утвержденном заранее главой королевского дома. Таким образом, последним законным мужским представителем династии был принц Альберт Саксонский (1934—2012), который унаследовал титулы главы королевского дома и маркграфа Мейсена в июле 2012 года после смерти своего старшего брата, Марии Эммануила Саксонского (1926—2012). На главенство в королевском доме стал претендовать его племянник, принц Александр Саксен-Гессафе (род. 1954), который заявил о своих претензиях на престол на основе соглашения от 1997 года. 14 мая 1997 года Мария Эммануил, маркграф Мейсенский, признал племянника Александра Саксен-Гессафе своим наследником. Был составлен документ, который подписали Анастасия Ангальтская (жена Марии Эммануэля), принц Альберт Саксонский и его жена, урожденная Эльмира Хенке, принц Альберт Дедо Саксонский (за себя, своего брата Рупрехта Геро и их мачеху Вирджинию), принцессы Мария Жозефа, Мария-Анна и Матильда Саксонские, а также третья жена принца Георга Тимо, урожденная Ирина Айльтс. После смерти Альберта в октябре 2012 года на королевский престол также стал претендовать принц Рюдигер Саксонский (род. 1953), единственный представитель мужской линии и потомок последнего короля Саксонии.
Конфликт из-за главенства проистекает из-за того факта, что последний бесспорный глава дома, принц Мария Эммануил, маркграф Мейсенский, и другие принцы его поколения либо не имели детей, а в случае с принцем Тимо, имели детей (в том числе принца Рюдигера Саксонского), которые не были признаны маркграфом Марией Эммануилом в качестве династических членов королевского дома Саксонии . Своим первым династическим наследником Мария Эммануил назначил своего племянника, принца Иоганна Саксен-Кобург-Готского (1969—1987), сына своей младшей сестры, принцессы Матильды Саксонской (род. 1936) и принца Иоганна Генриха Саксен-Кобург-Готского (1931—2010), представителя графской линии дома Веттинов.
В 2014 году Deutscher Adelsrechtsausschuss (орган ассоциаций немецкого дворянства в отношении вопросов исторического дворянского права) издал экспертное заключение о том, что Альбертинская линия дома Веттинов угасла после смерти Марии Эммануила, маркграфа Мейсенского в 2012 году. Ни один из остальных членов семьи, которые носят юридическую фамилию «Prinz фон Sachsen Herzog цу Sachsen», больше не является главой королевского дома, ни один из членов семьи не имеют права использовать титул маркграф Мейсена.

#### Претенденты от линии Саксен-Гессафе
После ранней смерти принца Иоганна Саксен-Кобург-Готского (1969—1987), первого наследника Марии Эммануила, в качестве потенциального наследника стал рассматриваться его другой племянник, принц Александр Афиф (род. 1954), старший сын принцессы Анны Саксонской (1929—2012) и её мужа Роберто де Афифа, принца Гессафе (1916—1978). Александр Афиф происходил по материнской линии из династии Веттинов. Брак его родителей считался морганатическим. Согласно династическому закону Саксонии и Конституции Саксонского королевства, член династии должен был вступить в равный брак, чтобы наследовать династические права.
14 мая 1997 года Мария Эммануил Саксонский, маркграф Мейсенский, признал своим наследником племянника Александра Афифа и составил документ, который был подписан другими мужскими и женскими представителями саксонского королевского дома (в том числе морганатическими женами принцев). Документ подписали:
- Анастасия, маркграфиня Мейсенская (род. 1940), жена маркграфа
- Принц Альберт Саксонский (1934—2012), младший брат маркграфа
- Принцесса Эльмира Саксонская (род. 1930), жена принца Альберта
- Принц Дедо Саксонский (1922—2009), кузен маркграфа. Он также подписал от имени:
  - своего брата принца Геро Саксонского (1925—2003)
  - своей махечи, принцессы Вирджинии Саксонской (1910—2002), вдовы принца Эрнста Генриха Саксонского (1896—1971)
- Принцесса Мария Жозефа Саксонская (1928—2018), сестра маркграфа
- Принцесса Мария-Анна Саксонская (1929—2012), сестра маркграфа
- Принцесса Матильда Саксонская (1936—2018), сестра маркграфа
- Принцесса Эрина Саксонская (1921—2010), вдова принца Тимо Саксонского, кузена маркграфа.[5]

Через два года, 1 июля 1999 года, Мария Эммануил Саксонский, маркграфа Мейсенский, усыновил своего племянника Александра Афифа.
С 1972 года Александр Афиф носил титул принца Саксен-Гессафе. По отцовской линии он ведёт своё происхождение от христиан-маронитов из династии ливанских шейхов и эмиров (династия Афиф или Гессафе). Александр Афиф в 1987 году женился на принцессе Гизеле Баварской (род. 1964) , дочери принца Рассо Баварского и эрцгерцогини Терезы Австрийской, от брака с которой у него три сына и одна дочь.
Соглашение 1997 года о престолонаследии действовало недолго. Летом 2002 года трое из подписантов, принцесса Альберта, принц Дедо и принц Геро отказались признавать это соглашение . В следующем году принц Альберт Саксонский заявил, что принц Рюдигер и его сыновья есть прямые продолжатели Альбертинской линии дома Веттинов. До своей смерти Мария Эммануил Саксонский, маркграф Мейсенский, глава Саксонского королевского дома, продолжал считать своего племянника и приёмного сына Александра Афифа в качестве династического наследника.
Сразу же после смерти Марии Эммануила в июле 2002 года его младший брат, принц Альберт Саксонский, объявил себя главой Саксонского королевского дома. Согласно Eurohistory Journal, до похорон старшего брата Альберт познакомился со своим племянником Александром и признал его в качестве маркграфа Мейсена. Однако это утверждение опроверг сам Альберт в своём последнем интервью, данном после похорон брата, где он утверждал, что является законным главой королевского дома Саксонии. Принц Александр Саксен-Гессафе, ссылаясь на соглашение 1997 года, также объявил себя главой Саксонского королевского дома. Альберт Саксонский скончался в больнице в Мюнхене 6 октября 2012 года в возрасте 77 лет.
После смерти принца Альберта его другой племянник Рюдигер Саксонский, выступавший против кандидатуры Александра Сексен-Гессафе, объявил себя главой Саксонского дома.
В совместном заявлении от 23 июня 2015 года главы трех оставшихся ветвей Эрнестинской линии дома Веттинов, Михаэль, принц Саксен-Веймар-Айзенахский, Андреас, принц Саксен-Кобург-Готский и Конрад, принц Саксен-Майнингенский, что в соответствии с династическим законом дома Веттинов и традиционных правил наследования принц Александр Афиф, носящий титул принца Саксонского, не имеет право на главенство в Саксонском королевского доме и титул маркграфа Мейсенского.
Порядок наследования в линии Саксен-Гессафе:
- Принц Фридрих Кристиан Саксонский (1893—1968)
  - Принц Мария Эммануил Саксонский (1926—2012)
  - Принцесса Мария Жозефа Саксонская (1928—2018)
  - Принцесса Мария-Анна Саксонская (1929—2012)
    -  Маркграф Александр (род. 1954)[15]
      - (1) Принц Георг Филипп (род. 1988)[15]
      - (2) Принц Маурисио (род. 1989)[15]
      -  (3) Принц Пауль-Клеменс (род. 1993)[15]

  - Принц Альберт Иосиф Саксонский (1934—2012)
  -  Принцесса Матильда Саксонская (1936—2018)

#### Претендент Морицбургской линии
Другим претендентом на главенство в Саксонском королевском доме являлся принц Рюдигер Саксонский (1953—2022), единственный прямой мужской потомок последнего короля Саксонии. Он родился в замке Морицбург, резиденции королевского дома Саксонии. Его дедом был принц Эрнст Генрих Саксонский (1896—1971), младший сын последнего короля Саксонии Фридриха Августа III (1865—1932), правившего в 1904—1918 годах. У принца Эрнста Генриха было три сына, принцы Дедо (1922—2009), Тимо (1923—1982) и Геро (1925—2003). Среди них женился только принц Тимо, отец Рюдигера. Брак принца Тимо и Маргрит Лукас считался морганатическим.
Принц Рюдигер Саксонский, будучи прямым мужским потомком королей Саксонии, имеет права на главенство в королевском доме. В 2003 году оставшийся в живых бесспорный мужской представитель династии принц Альберт Саксонский писал, что через принца Рюдигера и его сыновей прямая линия Альбертинской линии дома Веттинов будет продолжаться. Принц Рюдигер Саксонский никогда не признавал соглашения 1997 года.
После смерти Марии Эммануила в июле 2012 года принц Рюдигер признал своего дядю, принца Альберта, в качестве нового маркграфа Мейсенского и главы королевского дома Саксонии. Согласно семейному сайту, до своей смерти Альберт признал Рюдигера в качестве своего преемника . На этой основе после смерти Альберта Рюдигер объявил себя главой королевского дома Саксонии.
Порядок наследования в Морицбургской линии:
- Принц Эрнст Генрих Саксонский (1896—1974)
  - Принц Альберт Фридрих Саксонский (1922—2009)
  - Принц Георг Тимо Саксонский (1923—1982)
    -  Принц Рюдигер, маркграф Мейсенский (1953—2022)[15]
      - Принц Даниэль (род. 1975)[15]
        -  (1) Принц Геро (род. 2015)[19]

      - (2) Принц Арне (род. 1977)[15]
      -  (3) Принц Нильс (род. 1978)[15]
        -  (4) Принц Мориц (род. 2009)[15]

  -  Принц Рупрехт Геро Саксонский (1925—2003)

#### Порядок престолонаследия в ноябре1918 года
- Георг, король Саксонии (1832—1904)
  -  Фридрих Август III, король Саксонии (род. 1865)
    - (1) Георг, кронпринц Саксонии (род. 1893)
    - (2) Принц Фридрих Кристиан Саксонский (род. 1893)
    -  (3) Принц Эрнст Генрих Саксонский (род. 1896)

  - (4) Принц Иоганн Георг Саксонский (род. 1869)
  -  Принц Максимилиан Саконский (род. 1870), отказался от своих прав на наследование престола.

## Эрнестинская линия дома Веттинов
В династическом законе Саксонского королевства порядок престолонаследия ограничивается Альбертинской линией дома Веттинов, представители которой мужского и женского пола имеют исключительное право на наследование королевского престола. Согласно 6 пункту Конституции Королевства Саксония, корона является наследственной по мужской линии королевского дома в соответствии с принципом первородства. На престолонаследие могут претендовать мужские представители династии Веттинов из других родственных линий. Таким образом, на главенство в Саксонском королевском доме теоретически могут претендовать члены Эрнестинской линии дома Веттинов. Великий герцог Михаэль Саксен-Веймар-Айзенахский (род. 1946), будучи самым старшим из ныне живущих представителей дома Веттинов, может претендовать на главенство в Саксонском королевском доме.

### Герцогский дом Саксен-Веймар-Айзенах
- Великий герцог Вильгельм Эрнст (1876—1923)
  - Наследный великий герцог Карл Август (1912—1988), глава герцогского дома Саксен-Веймар-Айзенах (1923—1988)
    -  Принц Михаэль (род. 1946), глава герцогского дома Саксен-Веймар-Айзенах (с 1988 года)[15][20]

  -  Принц Бернхард (1917—1986)
    -  (1) Принц Вильгельм Эрнст (род. 1946)[15][20]

### Герцогский дом Саксен-Кобург и Гота

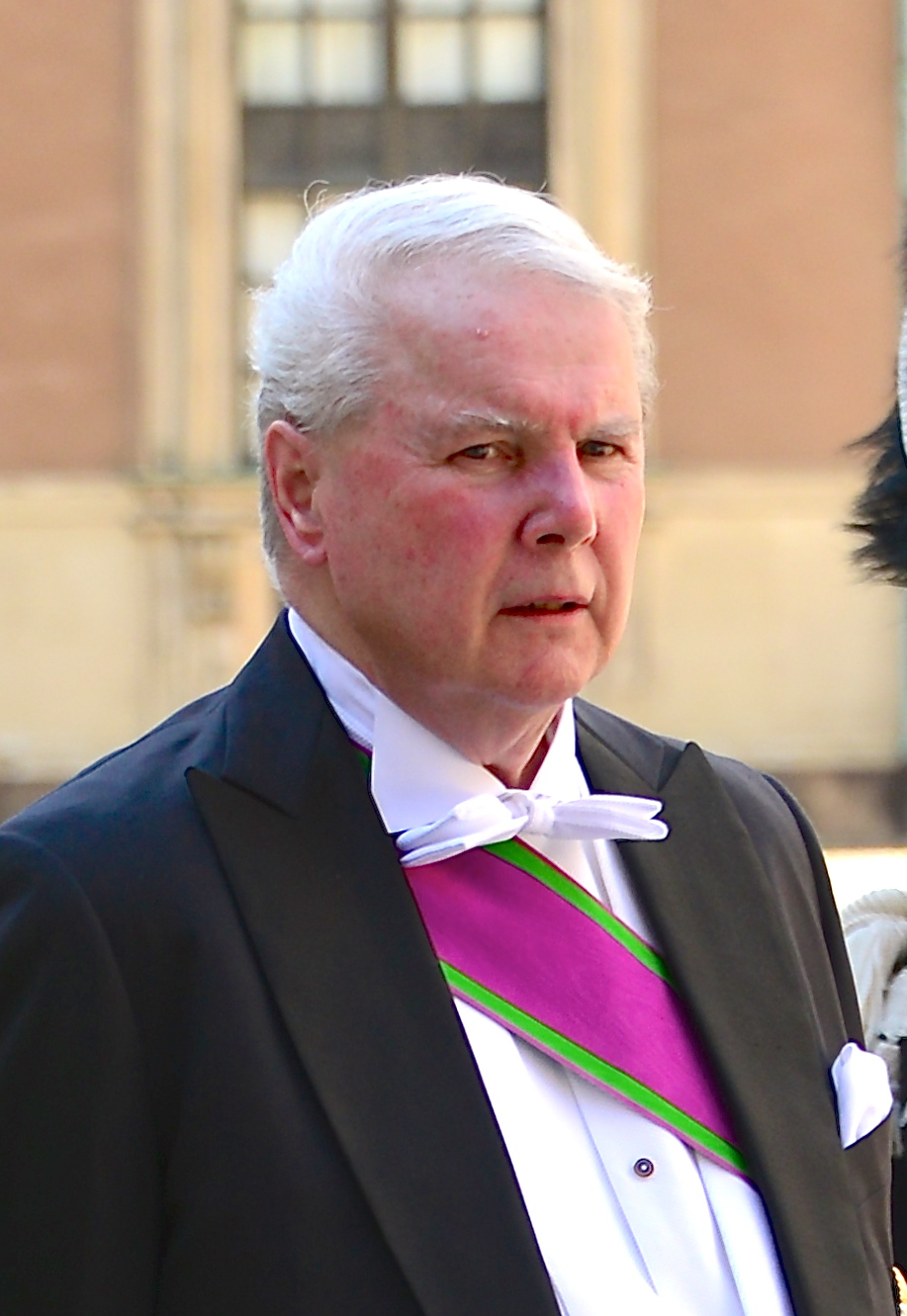
Андреас, принц Саксен-Кобург-Готский, герцог Саксонии (1943—2025), глава дома Саксен-Кобург и Гота (1998—2025)

Альберт Эдуард, принц Уэльский (впоследствии Эдвард VII) (1841—1910) в 1863 году, и Артур, герцог Коннаутский (1850—1942), в 1899 году, отказались от прав за себя и своих потомков на герцогский престол Саксен-Кобург и Гота в пользу своего племянника, принца Чарльза Эдуарда Саксен-Кобург-Готского, герцога Олбани (1884—1954). В настоящее время принц Ричард, герцог Глостерский (род. 1944), является старшим потомком в британской мужской линии герцогов Саксен-Кобург и Гота.
В 1932 году наследный принц Иоганн Леопольд Саксен-Кобург-Готский (1906—1972), старший сын герцога Карла Эдуарда, вступил в морганатический брак с Феодорой Фрейн фон дер Херст (1905—1991), после чего его потомки потеряли права на наследование герцогского трона. Нынешним главой с 1998 года герцогского дома Саксен-Кобург и Гота является принц Андреас (род. 1943), внук Карла Эдуарда, последнего правящего герцога Саксен-Кобург-Готского.
- Герцог Франц (1750—1806)
  -  Герцог Эрнст I (1784—1844)
    -  Принц Альберт (1819—1861)
      -  Принц Леопольд (1853—1884)
        -   Герцог Карл Эдуард (1884—1954)
          - Наследный принц Иоганн Леопольд (1906—1972)
            -  Имеет ныне живущих морганатических потомков

          -  Принц Фридрих Йозиас (1918—1998), глава герцогского дома (1954—1998)
            - Принц Андреас (1943—2025), глава герцогского дома (1998—2025)[15][20]
              - Принц Хубертус (род. 1975), глава герцогского дома (с 2025)[15][20]
                -  (1) Наследный принц Филипп (род. 2015)[15][20]

              - (2) Принц Александр (род. 1977)[15][20]

            -  Принц Адриан (1955—2011)
              - (3) Принц Симон (род. 1985)[15][20]
              - (4) Принц Даниэль (род. 1988)[15][20]
                - (5) Принц Чедвик (род. 2018)

  -  Принц Фердинанд (1785—1851)
    -  Принц Август (1818—1881)
      - Принц Людвиг Август (1845—1907)
        -  Принц Август Леопольд (1867—1922)
          -  Принц Филипп Йозиас (1901—1985)
            -  Принц Филипп Август (1944—2014)[15][20]
              - (6) Принц Максимилиан (род. 1972)
              - (7) Принц Александр (род. 1978)

      -  Фердинанд I Болгарcкий (1861—1948)
        -  Борис III (1894—1943)[20]
          - (8)  Симеон II (род. 1937)
            - Кардам, князь Тырновский (1962—2015)
              - (9) Борис, князь Тырновский (род. 1997)
              - (10) Белтран Болгарский (род. 1999)

            - (11) Кирилл, князь Преславский (род. 1964)
              - (12) Тасило Болгарский (род. 2002)

            - (13) Кубрат, князь Панагюриште (род. 1965)
              - (14) Мирко Болгарский (род. 1995)
              - (15) Лукас Болгарский (род. 1997)
              - (16) Тирсо Болгарский (род. 2002)

            - (17) Константин-Асен, князь Видинский (род. 1967)
              - (18) Умберто Болгарский (род. 1999)

  -  Леопольд I (1790—1865)
    - Принц Филипп, граф Фландрский (1837—1905)
      -  Альберт I (1875—1934)
        -  Леопольд III (1901—1983)
          - (19)  Альберт II (род. 1934)
            - (20)  Филипп I (род. 1960)
              - (21) Габриэль Бельгийский (род. 2003)
              - (22) Эммануэль Бельгийский (род. 2005)

            - (23) Лоран Бельгийский (род. 1963)
              - (24) Николас Бельгийский (род. 2005)
              - (25) Эймерик Бельгийский (род. 2005)

### Герцогский дом Саксен-Майнинген
- Герцог Георг II (1826—1914)
  - Принц Эрнст (1859—1941), глава герцогского дома Саксен-Майнинген (1928—1941)
    -  Его морганатические потомки — бароны фон Заальфельд

  -  Принц Фридрих (1861—1914)
    -  Принц Бернхард (1901—1984), глава герцогского дома Саксен-Майнинген (1946—1984)
      - Принц Фредерик Саксен-Мейнингенский (1935—2004)[15]
        -  (1) Принц Фридрих Саксен-Майнингенский (род. 1980)
          - (2) Принц Михаил Саксен-Майнингенский (род. 2015)

      -  Принц Конрад (род. 1952), глава герцогского дома (с 1984 года)[15]

### Порядок наследования в ноябре 1918 года

#### Герцогский дом Саксен-Альтенбург
- Эрнст II, герцог Саксен-Альтенбургский (род. 1871)
  - (1) Георг Мориц, наследный принц Саксен-Альтенбург (род.1900)
  -  (2) Принц Фридрих Эрнст (род. 1905)

#### Герцогский дом Саксен-Веймар-Айзенах
- Великий герцог Карл Август Саксен-Веймар-Эйзенахский (1757—1828)
  -  Великий герцог Карл Фридрих Саксен-Веймар-Эйзенахский (1783—1853)
    -   Великий герцог Карл Александр Саксен-Веймар-Эйзенахский (1818—1901)
      -  Карл Август, наследный великий герцог Саксен-Веймар-Эйзенахский (1844—1894)
        -   Вильгельм Эрнст, великий герцог Саксен-Веймар-Эйзенахский (род. 1876)
          - (1) Карл Август, наследный великий герцог Саксен-Веймар-Эйзенахский (род. 1912)
          -  (2) Принц Бернхард Саксен-Веймар-Эйзенахский (род. 1917)

  -  Принц Карл Бернхард Саксен-Веймар-Эйзенахский (1792—1862)
    -  Принц Герман Саксен-Веймар-Эйзенахский (1825—1901)
      -  (3) Принц Вильгельм Саксен-Веймар-Эйзенахский (род. 1853)

#### Герцогский дом Саксен-Кобург и Гота
- Герцог Франц (1750—1806)
  -  Герцог Эрнст I (1784—1844)
    -  Принц Альберт (1819—1861)
      -  Эдуард VII (1841—1910)
        -   Георг V (род. 1865) 
          - Эдуард, принц Уэльский (род. 1894)
          - Принц Альберт (род. 1895)
          - Принц Генри (род. 1900)
          - Принц Георг (род. 1902)
          -  Принц Джон (род. 1905)

      -  Герцог Альфред (1844—1900)
      - Принц Артур (род. 1850)
        -  Принц Артур (род. 1883)
          -  Принц Аластер (род. 1912)

      -  Принц Леопольд (1853—1884)
        -   Герцог Карл Эдуард (род. 1884)
          - (1) Наследный принц Иоганн Леопольд (род. 1906)
          -  (2) Принц Хубертус (род. 1909)

  - Принц Фердинанд (1785—1851)
    -  Король Фернанду II Португальский (1816—1885)
      -   Король Луиш I Португльаский (1838—1889)
        -  Король Карлуш I Португальский (1863—1908)
          -  (3)  Король Мануэл II Португальский (род. 1889)

        -  (4) Инфант Афонсу, герцог Порту (род. 1865)

    -  Принц Август (1818—1881)
      - (5) Принц Филипп (род. 1844)
      - Принц Людвиг Август (1845—1907)
        - (6) Принц Педру Аугусто (род. 1866)
        - (7) Принц Август Леопольд (род. 1867)
          - (8) Принц Райнер (род. 1900)
          - (9) Принц Филипп Йозиас (род. 1901)
          -  (10) Принц Эрнст (род. 1907)

        -  (11) Принц Людвиг Гастон (род. 1870)
          - (12) Принц Антониус (род. 1901)

      -  (13)  Царь Фердинанд I Болгарский (род. 1861)
        - (14)  Царь Борис III Болгарский (род. 1893)
        -  (15) Принц Кирилл Болгарский (род. 1895)

  -   Король Леопольд I Бельгийский (1790—1865)
    -  Принц Филипп, граф Фландрский (1837—1905)
      -  (16)  Король Альберт I Бельгийский (род. 1875)
        - (17) Принц Леопольд, герцог Брабантский (род. 1901)
        -  (18) Принц Шарль, граф Фландрский (род. 1903)

#### Герцогский дом Саксен-Майнинген
- Герцог Георг II (1826—1914)
  -  Бернхард III, герцог Саксен-Майнингеский (род. 1851)
  - (1) Принц Эрнст (род. 1859)
  -  Принц Фридрих (1861—1914)
    - (2) Принц Георг (род. 1892)
    -  (3) Принц Бернхард (род. 1901)